# Antoine-François Andréossy
Antoine-François hrabě Andréossy (6. března 1761, Castelnaudary (Aude) – 10. září 1828, Montauban) byl francouzský generál a státník.

## Život
Andréossy pocházel ze staré šlechtické rodiny, která měla své kořeny v Itálii. S vynikajícím prospěchem absolvoval dělostřelecké učiliště v Metách. Roku 1781 vstoupil do holandských služeb jako poručík dělostřelectva. Roku 1787 při vpádu Prusů do Nizozemska padl do zajetí a vrátil se do Francie. S nadšením se účastnil tažení revolučních válek. Od začátku vzestupu Napoleona Bonaparte byl v jeho službách - účastnil se prvního italského tažení a vyznamenal se u Arcoly (15.-17. listopadu 1796) a při dobytí Mantovy (2. února 1797). V listopadu 1797 byl jmenován brigádním generálem. Účastnil se též egyptské kampaně a zde při tažení do Sýrie byl Berthierovým zástupcem. S Bonapartem se vrátil zpět do Francie a zde podpořil převrat 18. brumaire 1799. Následujícího roku byl povýšen na divizního generála. Toho roku též byl jmenován náčelníkem generálního štábu francouzsko-batavské armády a po Amienském míru roku 1802 byl jmenován vyslancem ve Velké Británii. Po návratu z Londýna, po vypuknutí války, bojoval ve Velké armádě v letech 1805-1807. Po Tylžském míru byl obsazen do funkce vyslance v Rakousku a 24. února 1809 byl povýšen do hraběcího stavu. V letech 1812-1814 zastával funkci vyslance v Turecku, z které byl odvolán až Ludvíkem XVIII. Během Sta dní se přidal opět k Napoleonovi a byl prohlášen pairem a předsedou válečné sekce senátu. Po porážce u Waterloo (18. června 1815) velel 1. armádní divizi a byl členem pětičlenné delegace, která dojednala v hlavním stanu Spojenců příměří. Vyslovil se pro restauraci Bourbonů, ale zcela se stáhl do soukromí a věnoval se vědecké činnosti. Až roku 1819 přijal členství v Královské komisi pro zlepšení vězení a roku 1821 se stal ředitelem zásobovací služby armády. Roku 1827 se stal poslancem parlamentu, v kterém reprezentoval opozici. Od roku 1826 byl též členem Akademie věd, vědecky se věnoval hydrografii. Byl vnukem spolutvůrce Canalu du Midi Francoise Andreossyho.